# Osmiridio
El Osmiridio, también conocido como iridosmio o iridosmine, es una aleación natural de osmio e iridio, con trazas de otros metales del grupo del platino. Es la aleación con la mayor densidad. En principio se denomina osmiridio que contiene una mayor proporción de iridio, mientras iridosmine contiene más osmio. Sin embargo, como el contenido de las aleaciones naturales de Os-Ir varía considerablemente, los porcentajes constitutivos de los especímenes a menudo refleja la situación inversa de especímenes osmiridium describen que contienen una mayor proporción de osmio e iridosmine que contiene más de iridio. En 1963, Max Hutchinson Hey propuso utilizar el término iridosmine para muestras hexagonales con 80%> Os> 32%, el osmiridio para muestras cúbicos con Os <32% y el osmio nativo para muestras Os> 80%. Más recientemente, el Subcomité de Nomenclatura de la Comisión de Nombres de Minerales y Nuevos Minerales, Asociación Mineralógica Internacional ha declarado los nombres de mineral osmiridio e iridosmine inválidos y ser reemplazado por iridio y osmio, respectivamente. Otro nombre de aleaciones de origen natural de metales del platino se han incluido: iridrhodrutenio, platiniridio, rutenosmiridio y ruteniridosmine. Las propiedades de estas aleaciones generalmente caen entre las de los miembros, pero de mayor dureza que los constituyentes individuales.

## Yacimientos
Se encuentra en la naturaleza como granos metálicos planos pequeños, y extremadamente duros, con estructura cristalina hexagonal.
El osmiridio es muy raro, pero se pueden encontrar en minas de otros metales del grupo del platino. Existen depósitos entre otros lugares, en Nueva Gales del Sur y Tasmania, Australia, Columbia Británica, en Canadá, las provincias chinas de Hebei, Sichuan y el Tíbet, Nova Paka en la República Checa, Peyrolles-en-Provence en Francia, África del Sur, Rusia y los Estados Unidos ( Alaska, California, Nevada y Oregón). 
Una mina muy productiva se explotó en el Lago Pedder cerca de Tyenna en Tasmania durante la Segunda Guerra Mundial el mineral se transportaba por ferrocarril desde Maydena. La mina ya está abandonada y totalmente cubierta por un denso matorral natural. Alguna vez fue uno de los principales productores mundiales de este metal raro, y el osmiridio se recuperó principalmente en labores someras aluviales.

## Separación
Se puede aislar mediante la adición de agua regia, que tiene la capacidad de disolver el oro y el platino, pero no el osmiridio.